# Auderødlejren
Auderødlejren er en tidligere kaserne nær Frederiksværk. Den ligger ved landsbyen Auderød på halvøen Arrenæs i Arresø. Søværnets Grundskole (oprindeligt Søværnets Eksercerskole) har haft til huse på kasernen indtil dennes lukning ved udgangen af 2007. Nu er skolen slået sammen med Søværnets Sergent- og Reserveofficersskole i Frederikshavn og hedder Søværnets Sergent- og Grundskole. Naturlejren Auderød er lokaliseret på den tidligere militærlejr, Auderødlejren. I mange år fungerede stedet som træningslejr for det danske forsvar, der lukkede og slukkede Auderødlejren i 2008. Sidenhen har dele af lejren været anvendt som asylcenter. Stedet står mange steder som den dag militæret forlod det – med indtørret kaffe i kaffekopperne, telexstrimler i sækkevis, støvede telefonbøger og ting og sager i massevis. 
| Militær | Spire Denne artikel om militær er en spire som bør udbygges. Du er velkommen til at hjælpe Wikipedia ved at udvide den. |

|  | Denne artikel om en bygning eller et bygningsværk kan blive bedre, hvis der indsættes et (bedre) billede. Du kan hjælpe ved at afsøge Wikimedia Commons for et passende billede eller lægge et op på Wikimedia Commons med en af de tilladte licenser og indsætte det i artiklen. |

55°58′58″N 012°04′50″Ø / 55.98278°N 12.08056°Ø